# Bar Norman
Il Bar Norman o Caffè Norman (già Birreria Voigt) è un caffè storico di Torino situato sulla Piazza Solferino all'angolo con Via Cernaia, nell'elegante Palazzo Fiorina concepito da Carlo Ceppi nel 1860. Cambia nome nel 1918 diventando Bar Norman. È rinomato per essere stato il luogo dove è stato fondato, il 3 dicembre 1906, il Torino Football Club e si narra che Edmondo De Amicis (che viveva poco distante, in piazza San Martino 1, ora piazza XVIII Dicembre, davanti alla vecchia stazione ferroviaria di Porta Susa) scrisse nelle sue sale il libro Cuore.

## Storia
La Birreria Voigt inizia la sua attività il 17 gennaio 1893, rilevando la gestione da un altro birraio torinese e diventando ben presto punto di riferimento di intellettuali e politici.
Il 3 dicembre 1906, nella birreria di via Pietro Micca viene sancita un'alleanza tra la Torinese ed un gruppo di dissidenti della Juventus, guidati dallo svizzero Alfred Dick: dalla fusione, cui prendono parte tra gli altri Enrico Debernardi, Eugène De Fernex, Fritz Bollinger, Emilio Valvassori e Giuseppe Varetto, prende vita il Foot Ball Club Torino.
È stato restaurato nel 2022 ed è di proprietà del gruppo torinese Gerla 1927.

## Curiosità
- Il bar era frequentato da Gino Latilla; lì incontrò Fred Buscaglione e Leo Chiosso che lo convinsero, nel 1954, a cantare la canzone Tchumbala Bey[7].

- Nel 1961 l'intellettuale Pier Paolo Pasolini accettò l'invito del collettivo studentesco torinese CRAS[8] per un colloquio nel Caffè di piazza Solferino. Di quello scambio al Norman la romana Rogas Edizioni ha riportato su carta nel 2024 il testo integrale della registrazione nel libro Intervista a Pier Paolo Pasolini a cura di Angelo Gaccione e Giorgio Colombo, mentre la fotografa Letizia Battaglia né immortalò alcune scene[9].

- Nel febbraio 1983 uno scambio di denaro, all'interno del locale, tra Nanni Biffi Gentili, all'epoca vicesindaco socialista di Torino, ed il faccendiere Adriano Zampini, diede luogo ad uno scandalo di tangenti che avrebbe anticipato di poco la dissoluzione del Partito Socialista in Italia[10].

- Per motivi affettivi e sportivi, il bar è sovente frequentato da giocatori e tifosi del Torino Football Club[11][12]. In questo locale, il 19 agosto 2005, venne annunciata l'acquisizione del club da parte dell'attuale presidente Urbano Cairo[13]. *Di fronte alle sue vetrine nel maggio 2013 migliaia di tifosi si radunarono per chiedere la ristrutturazione dello Stadio Filadelfia [14] poi conclusa nel 2017.
- Sempre davanti al locale si radunò, nel maggio 2025, in maniera simbolica, un corteo di più di 20mila persone per chiedere allo stesso presidente di vendere la società sportiva [15].